# Халтрын-Бор
Халтрын Бор (калм. Халтрын Бор) — посёлок в Черноземельском районе Калмыкии, в составе Комсомольского сельского муниципального образования. Посёлок расположен примерно в 11 км к северу от посёлка Комсомольский.

## История
Впервые обозначен на топографической карте 1984 года. Предположительно основан во второй половине XX века. К 1989 году в посёлке проживало около 230 человек.

## Население
| 1990 | 2000 | 2002 | 2005 | 2010 | 2011 |
| ---- | ---- | ---- | ---- | ---- | ---- |
| 158  | ↘120 | ↘92  | ↘53  | ↗133 | ↘106 |

Национальный состав
Согласно результатам переписи 2002 года большинство населения посёлка составляли даргинцы (71 %)